# Patricia Aranda
Patricia Aranda (Maracena, Granada, 27 de junio de 1979) es una jugadora de voleibol española nacionalizada peruana, mide 1,81 m y juega como armadora. Tiene un total de 58 participaciones internacionales con la selección española.

## Clubes
- Universidad de Granada (1996-99)
- Club Voleibol Albacete (1999-02)
- Universidad de Granada (2002-05)
- CV Playas de Benidorm (2005-07)
- Club Voleibol Las Palmas (2007-08)
- Universidad de Burgos (2008-09)
- Club Voley Miranda (2009-10)
- CAV Murcia 2005 (2010-11)
- Béziers Volley (2011-13)
- Universidad César Vallejo (2013-14)
- Club Cultural Deportivo Géminis (2014-15)
- Universidad César Vallejo (2015-16)
- Universidad San Martín (2016-17)
- Cristal Bancoper (2017-20)
- Tenerife Libby's La Laguna (2020-23)
- Arenal Emevé (2023-24)
- Heidelberg Volkswagen (2025-act)

## Palmarés
- Copa de SM La Reina 
  - Campeona: 2010-11, 2021-22, 2022-23
  - Subcampeona: 1996-97, 1997-98, 1998-99, 2024-25
  - Tercer puesto: 1999-00, 2003-04, 2020-21
- Championnat de France féminin de volley-ball 
  - Subcampeona: 2012-13
  - Tercer puesto: 2011-12
- Campeonato Sudamericano de Clubes
  - Tercer puesto: 2016-17
- Liga Nacional Superior de Voleibol del Perú 
  - Subcampeona: 2014-15, 2016-17
  - Tercer puesto: 2013-14
- Superliga Femenina de Voleibol 
  - Campeona: 2021-22, 2024-25
  - Subcampeona: 1997-98, 2010-11, 2022-23
  - Tercer puesto: 1996-97, 1998-99, 2020-21
- Challenge Cup 
  - Subcampeona: 2021-22
- Superliga 2 Femenina 
  - Campeona: 2021-22, 2024-25
  - Subcampeona: 1997-98, 2010-11, 2022-23
  - Tercer puesto: 1996-97, 1998-99, 2020-21

- Copa de la Princesa 
  - Subcampeona: 2009-10
- Supercopa de España Femenina 
  - Campeona: 2010-11, 2022-23
  - Subcampeona: 2010-11

- WEVZA Cup 
  - Subcampeona: 2024-25